# Сідлище
Сі́длище — село в Україні, в Отинійській селищній громаді Коломийського району Івано-Франківської області.

## Історія
У часи йосифинської колонізації Галичини в урочищі Боднарівка села Майдан Середній поселилися німці і назвали колонію Бредтгайм (нім. — широкі будинки). Більшість жителів колонії були німцями, але польська адміністрація Галичини заселяла її також поляками і називала «Сєдліска Бредтгайм», що означало «Селище Бредтгайм».
1 липня 1924 р. розпорядженням Ради Міністрів Польщі з ґміни Майдан Середній Надвірнянського повіту вилучено присілок Сєдліска Бредтгайм і утворено з нього нову ґміну.
Розпорядженням Ради міністрів 10 квітня 1934 року село Сєдліска Бредтгайм було передане з Надвірнянського повіту до Коломийського, а з 1 серпня 1934 р. включене до новоутвореної ґміни Свєнти Станіслав.
На 1.01.1939 в селі з 980 жителів було 180 українців, 220 поляків, 40 євреїв і 540 німців.
Після захоплення Галичини Радянським Союзом німців депортували в 1940 р. до Вартеґау і з назви села вилучили німецьку частину, а польську частину модифікували.
В 1940—1946 рр. часи називалося Сідлиська.
7 червня 1946 року указом Президії Верховної Ради УРСР село Сідлиська Коршівського району перейменовано на село Сідлище і Сідлиську сільську раду — на Сідлищенська.

## Люди
- Шищук Пилип Михайлович (*1930, Сідлище — †1990) — дисидент, жертва репресій радянського режиму, студентом музичного училища у Станіславові був 31 травня 1957 арештований і засуджений Станіславським обласним судом 13 вересня 1957 за статтею 54-10 ч.1 КК УРСР (антирадянська пропаганда і агітація) до семи років виправно-трудових таборів. Похований у селі Молодилів.[5]